# Конфедерация Кадо
Конфедерацията Кадо е обединение на 25 – 30 северноамерикански индиански племена, живеещи в южната част на САЩ през XVII – XIX век. Името на цялата конфедерация идва от съкращаването на „кадохадачо“ (истински вождове) – едно от съставните и може би най-влиятелни племена в нея. Всички племена на конфедерацията говорят езика кадо, с 4 или 5 диалекта.

## Съставни племена
Броят на племената, които влизат в нея, не може да бъде установен със сигурност, тъй като голяма част от племенната им организация е забравена. През 1699 г. Пиер Ле Мойн д’Ибервил получава от племето таенза списък с 8 подразделения. През 1716 г. Линарес дава имената на 11. Албърт Гачет през 1882 г. научава от самите кадо за 12 дивизии. Този списък е редактиран от Джеймс Муни през 1896 г. Муни дава следните имена:
- Кадохадачо (Кадо)
- Надако (Анадарко)
- Хаинаи (Йони)
- Набайдачо (Набедаче)
- Накоходощи (Накогдоче)
- Нашитош (Начиточес)
- Наканауан (Наконо)
- Хайиш (Ейеиш, Аличе, Аис)
- Ятаси, Хадаи (Адаи, Адаиз)
- Имаха

По-ново проучване на доктор Хърбърт Болтън разкрива факта, че всъщност е имало две отделни конфедерации на кадо-говорещите племена. Едната е Кадо, чиято култура е подобна на другата – Хасинаи.
Племената кадо живеят по Ред Ривър в североизточна Луизиана, югозападен Арканзас и югоизточна Оклахома. Най-известните членове на тази група са кадохадачо или големи Кадо, малки кадо, горни и долни начиточес, адаи, ятаси, насонитс (горни насони) и натсус (нанацохо).
На реките Анджелина и Нечес Ривър живеят племената на конфедерацията хасинаи. Най-известните от тях са хаинаи, накогдоче, набедаче, насони и надако.
Намерените по-късно доказателства доказват, че Болтън е прав. През XVIII век наистина съществуват две конфедерации вместо една. През XVII и XVIII век обаче племената са консолидирани в три географски дивизии, които също могат да образуват три отделни конфедерации вместо две, а именно – Кадохадачо, Начиточес и Хасинаи.
- Тула
- Уашита
- Кахинио
- Ятаси
- Адаи
- Ейеиш

Тези 6 групи са разпръснати из трите дивизии. Така например тула, кахинио, кадохадачо, нанацохо, горни насони и горни начиточес образуват едната географска дивизия. Долни начиточес, доустиони, ятаси, адаи и уашита образуват втората. Хаинаи, надако, долни насони, накогдоче, набедаче, наконо, нечауи, нече, накачо, набити, нако и ейеиш образуват третата.
Езиково племената са разделени почти по същия начин. Кадохадачо говорят един диалект, Начиточес друг и Хасинаи трети. Ятаси говорят съвсем различен диалект, а за адаи и ейеиш само се предполага, че говорят езика кадо.
Следните племена се предполага, че са кадоански племена, но почти нищо не е известно за тях:
- Наанси – това племе е известно само от един документ на Ла Сал. Предполага се че Ла Сал ги среща в селото им на река Сабине или на Сълфър Ривър. Предполага се също, че са свързани с хасинаи, но с кое точно племе не е известно.
- Набейха – споменават се в един испански документ от края на XVII век със списък с 21 племена, 19 от които са кадо. Вероятно набейха са малко племе на хасинаи в източен Тексас. Суонтън смята, че това име е синоним на набедаче, но и двете имена се срещат в списъка.
- Наканиче (Накан, Наканиш, Наконичо) – предполага се, че са част от хасинаи. Живели в източен Тексас в края на XVII и началото на XVIII век, но къде точно е било селото им е неизвестно. Суонтън смята, че са абсорбирани от хаинаи и също така смята, че накониче може да е по-късна форма на името лакане – група, спомената от Луис де Москосо през 1542 г., живееща някъде в североизточен Тексас или югозападен Арканзас, или прилежащите части на Луизиана.
- Начиси (Накасса, Нахакаси) е вероятно кадоанско племе, живяло по Ред Ривър в Луизиана. През 1790-те се преместват при накогдоче в Тексас. Предполага се, че са клон на ятаси.
- Надамин – известни са само от края на XVII век, когато се появяват само веднъж в записите на Ла Сал като съюзници на кадохадачо. Друго нищо не се знае за тях.
- Неихахат
- Намидиш
- Наканауан (Накаханауан) е име на група кадо, записана от Муни от хора кадо през 1870 г. Същите хора казват по-късно на Суонтън, че наканауан е друго име на хасинаи, но Суонтън вярва, че името се отнася до друга група, която е била абсорбирана от хасинаи.
- Наташоктано
- Капиче – това име се споменава само веднъж от Тонти през 1690 г. като племе на Конфедерацията начиточес.
- Чоуи – смята се, че са част от ятаси.
- Тадива – това име се появява в един испански списък с 21 племена, 19 от които са кадоански. Вероятно тадива са малко племе на Конфедерацията хасинаи.

Исторически нацията Кадо също е действала като три конфедерации, вместо една или две. Така че по географски и езиков принцип, както и исторически, може би е по-справедливо да се разглеждат като три отделни конфедерации, а останалите кадо-говорещи племена да се изброяват отделно.

## Конфедерация Начиточес
Племената на Конфедерацията начиточес обитават района в долната част на Ред Ривър, главно в областта на днешни Начиточес. В нея влизат племената:
- Доустиони
- Долни начиточес

През 1690 г. Анри дьо Тонти споменава едно трето племе – капиче, за което нищо друго не се знае. Друго племе, споменато от Тонти, е накаса (натаса, натче), което вероятно е било клон на ятаси. Тонти пише за още едно племе – чоуи, за което също се предполага, че е част от ятаси. През 1720 г. една част от ятаси по покана на французите също се присъединява към начиточес. Предполага се, че друг член на конфедерацията е племето уашита, живеещи на изток от начиточес.

## Конфедерация Кадохадачо
Племената на Конфедерацията кадохадачо живеят по Ред Ривър, над големия завой на реката, в североизточна Луизиана, югозападен Арканзас, югоизточна Оклахома и североизточен Тексас. В нея влизат племената:
- Кадохадачо
- Нанацохо
- Горни насони
- Горни начиточес
- Кахинио
- Тула

Около 1720 г. една част от ятаси също се присъединява към конфедерацията.

## Конфедерация Хасинаи
Конфедерацията хасинаи е третото обединение на кадоански племена, след кадохадачо и начиточес. Не се знае с точност колко племена са членували в нея. Според Джеймс Муни са 8, Джон Рийд Суонтън дава 13, Хърбърт Болтън 11 и т.н. Общоприето е, че са 11, а именно:
- Надако
- Долни насони
- Набити
- Нако
- Накогдоче
- Хаинаи
- Нече
- Нечауи
- Накачо
- Набедаче
- Наконо.

Суонтън дава следните:
- Анадарко (Надако)
- Хаинаи
- Набедаче
- Накачо
- Накао
- Накогдоче
- Наконо
- Долни насони
- Нечауи
- Нече
- Наканиш (Наканиче)
- Намидиш (Набити)
- Гуаско
- Наанси
- Набейха
- Надамин
- Наташоктано
- Неихахат
- Тадива

За последните 7 племена не се знае нищо. Техните имена се срещат само по веднъж в ранните документи.

## История
Между земите на различните племена няма строго определени граници, но когато идват европейците, кадо попадат на границата между две големи сили – Франция и Испания, които веднага започват да спорят за региона.
Първият контакт, направен от французите, е с кадохадачо (кадодачо), които са посетени от оцелелите от експедицията на Ла Сал през 1687 г. Приятелските отношения, установени при тази среща, никога след това не са разваляни. През 1689 г. Анри дьо Тонти, който търсел Ла Сал, също посещава кадохадачо и двата народа затвърждават още повече приятелството си.
Първите испански изследователи, водени от Доминго Теран, имат задача да проучат страната кадо, но експедицията се проваля. Втори неуспешен опит е направен от отец Маргил, който се опитва да основе мисия за кадохадачо и ятаси.
Първите отношения на белите с начиточес започват през 1690 г., когато Анри дьо Тонти ги открива западно от Мисисипи и сключва съюз с тях. През 1700 г. са посетени от Жан Батист Ле Мойн Биенвил и от този момент нататък отношенията между начиточес и французите никога не са разваляни. Дори през 1712 г. начиточес помагат в построяването на пост на Ред Ривър за защита от испанците.
През 1701 г. Биенвил посещава и ятаси и също сключва мир с тях. По този начин французите си осигуряват контрола над всички племена кадо, с изключение на адаи, сред които испанците се установяват още от самото начало на идването им. През 1715 г. Доминго Рамон с няколко мисионери основават първото селище в територията на адаи, а година по-късно и католическа мисия.
След 1762 г. племената кадо преминават под контрола на испанците.
След 1803 г., след като са били под юрисдикцията на Франция и после на Испания, племената кадо преминават под американски контрол. До това време кадохадачо са напуснали прериите около големия завой на Ред Ривър и са слезли надолу по реката до Содо Крийк. Начиточес и ятаси са се смесили с някои други групи и вече не съществуват като отделни единици. Адаи, насони и някои други племена също са изчезнали.
На 1 юли 1835 г. кадо подписват първия си договор със Съединените щати и се съгласяват да напуснат територията до една година. В замяна на земите си получават 80 000 долара, от тях 30 000 в стоки, 10 000 на 1 септември 1836 г. и по 10 000 долара през следващите 4 години. Всички оцелели кадо до този момент се преместват в Тексас. През 1845 г., когато Тексас става щат, правителството принуждава племето да се премести в резерват на река Бразос. През 1859 г. повечето кадо напускат резервата и се преместват в Индианската територия.